# Vernberk
Vernberk (nemško Wernberg) je občina s 5408 prebivalci (stanje 1. januar 2011) v okraju Beljak-dežela na avstrijskem Koroškem.

## Geografija

### Geografski položaj
Vernberk leži v Osojskih Turah, vzhodno od Beljaka in med Osojskim jezerom (v severu), Vrbskim jezerom  (na vzhodu) ter Baškim jezerom  (v jugu same občine).

## Struktura občine
Vernberk je sestavljena iz 5 katastrskih občin (z nemško ustreznico):
| - Nova vas (Neudorf), - Pešče (Sand), - Trabenče (Trabenig), - Umbar (Umberg ) in - Vernberk (Wernberg ). |

Občina Vernberk je sestavljena iz 24 krajev in zaselkov (z nemško ustreznico) (v oklepaju število prebivalcev, stanje 2001):
| - Cetinje (Zettin) (21) - Dolje (Duel ) (190) - Domačale (Damtschach) (142) - Draganje (Ragain) (145) - Dragniče (Dragnitz )(58) - Goriče (Goritschach) (414) - Hovče (Kaltschach ) (475) - Kleče (Kletschach ) (48) - Konatiče (Kantnig ) (63) - Kročja vas (Krottendorf ) (99) | - Lihpolje (Lichtpold) (239) - Nova vas (Neudorf) (248) - Pešče (Sand) (98) - Podravlje (Föderlach I) (722) - Podravlje (Föderlach II) (86) | - Skočidol (Gottestal ) (195) - Štavf (Stallhofen) (527) - Strmec (Sternberg) (86) - Šleben (Schleben) (25) - Trnovlje (Terlach)(126) - Trabenče (Trabenig) (288) - Umbar (Umberg) (242) - Vernberk (Wernberg) (593) - Vudmat (Wudmath) (55) |

## Zgodovina
Področje občine Vernberk je bilo naseljeno že v antiki, na kar kažejo ostanki rimskih reljefov in stavb, ki se nahajajo v župnijski cerkvi v Strmcu, ter v podružniških cerkvah v Podravljah in v Skočidolu.
Njastarejšo znano omembo kraja se najde v listini samostana Šentpavel v Labotski dolini iz let 1170/1180, kjer se omenja grad Strmec (Sternberc). Prvič se omenja Vernberk v listini 17. novembra 1227, kjer se omenja rušenje mostu čez Dravo ter predajo gradu Vernberk škofijstvu v Bamberku.
S prihodom karantanskih Slovanov in tvorbe Karantanije se Vernberg uvršča v širšo slovensko kulturno zgodovino vse do danes.
Do prve svetovne vojne je bila občina še pretežno slovenska, tako da je med letoma 1908 in 1916 njen župan Slovenec Matija Vospernik, izvoljen na slovenski stranki. Med vojnama se je pritisk stopnjeval, Matija Vospernik je moral bežati v južno cono. Janez Vospernik pa je bil soustanovitel slovenske zadružne zveze. Še do leta 1951 je bil delež Slovencev znaten in nad 20 %, vendar so hudi pritiski pred in po vojni delež zmanjševali. Danes leži občina dandanes na severozahodnem robu slovenskega oz. dvojezičnega področja na Koroškem.
Občina Vernberk je bila ustanovljena leta 1850 iz štirih nekdanjih katastrskih občin davčnega okraja gradu Vajškra. Leta 1865 pa ji je bila priklučena se vas Umbar. Leta 1922 je občina predala njekaj ozemlja mestu Beljak ter pridobila nekaj ozemlaj občin Vrba in Rožek

## Prebivalstvo
Po popisu prebivalstva iz leta 2011 ima Vernberk 4.837 prebivalcev, od teh ima 94,8 % avstrijsko državljanstvo, Nemcev je 1,7 %, Bosancev-Hercegovcev je 1,0 % in Hrvatov 0,9 %. 
77,3 % prebivalcev je rimsko-katoliške veroizpovedi, 11,7 % evangeličanov, 0,4 % pravoslavcev in 0,8 % muslimanov. 8,2 % je brez veroizpovedi. Dandanes vplicajo bližina mesta Beljak in doselitev na narodnostni položaj.

## Slovenske / dvojezične fare in podružniške cerkve
Sledeče fare/župnije in podružnice so dvojezične v okviru katoliškega dekanata Rožek: Župnijska cerkev Domačale in podružnici Umbar in Draganje, župnijska cerkev Škočidol ter podružnici Podravlje in Strmec. 

## Kultura in znamenitosti

### Posvetne zgradbe
- Grad Vernberk
- Ruševina Gradu Strmec
- Grad Domačale
- Ruševina  Gradu Aichelberg v Umbarju (Eichelberg)

### Sakralne zgradbe
- Župnijska cerkev sv Margarete v Škočidolu
- Župnijska cerkev sv. Janeza Krstnika, Domačale
- Podružniška cerkev sv. Štefana, Podravlje
- Župnijska cerkev Šentjurij, Strmec
- Podružniška cerkev sv. Peter in Pavel, Konatiče
- Podružniška cerkev sv. Jernej, Draganje
- Podružniška cerkev sv Matjaž, Umbar
- Grajska cerkev Vernberk
- Kapelica, Štavf
- Kapelica na pokopališču v Domačalah

### Ostalo
- Keltsko kultno središče severno od vasi Trnovlje.

## Osebnosti
- Matija Vospernik (* 14.4.1873 Oberjeserz/Zgornje Jezerce, †  23.1.1952 Terlach/Trnovlje) slovenski župan občine Vernberk v leti 1908 do 1916.
- Janez Vospernik (* 15.11.1868 Zgornje Jezerce, 7.3.1948), soustanovitelj Slovenske zadružne zveze
- Reginald Vospernik (*9. 5. 1937), dolgoletni travnatelj Zvezne gimnazije za Slovence v Celovcu [7])